# U2
U2 (произн. Ю Ту) — рок-группа из Дублина, Ирландия. U2 была сформирована в 1976 году, одна из самых популярных, успешных и влиятельных групп в мире за всю историю. Альбомы группы разошлись тиражом более чем 170 миллионов копий. По состоянию на 2023 год, в их активе двадцать две премии «Грэмми» — больше, чем у любой другой группы в мире.
Своему появлению группа обязана Ларри Маллену, разместившему на школьной доске объявлений записку о поиске участников в рок-группу. На объявление откликнулись Боно (вокал и гитара), Эдж (гитара, клавиши и вокал) и Адам Клейтон (бас-гитара). С тех пор состав группы остаётся неизменным. К середине 1980-х они выпустили 4 альбома и обрели преданных фанатов, благодаря, в первую очередь, выдающимся концертным представлениям, неповторимым, ставшими визитной карточкой группы, исполнениям гитарных партий Эджем и вокалу Боно, а также глубокими по смыслу текстами песен. Общемировое признание и статус популярнейшей группы в мире U2 обрели после выхода альбома The Joshua Tree в 1987 году, который считается одним из величайших рок-альбомов.
В 1990-е они ответили альбомом Achtung Baby и грандиозным шоу Zoo TV на революцию в альтернативной и танцевальной музыке, критику в свой адрес и то, что, по их мнению, было застоем в музыке. В то время они непрестанно экспериментировали, исследуя различные музыкальные направления.
С начала XXI века U2 играют более привычную музыку, используя свои прежние наработки и продолжая пользоваться успехом у публики и критиков. В 2004 году группа заняла 22 место в рейтинге «50 лучших артистов всех времён» (The Immortals:The Fifty Greatest Artists of All Time) по версии журнала Rolling Stone. В 2005 их включили в «Зал славы рок-н-ролла».
Члены группы известны своей активной политической деятельностью в области защиты прав человека и социальной справедливости: участие в «Международной амнистии», Make Poverty History, кампании ONE, Live Aid, Live 8, DATA, Product RED Боно и Music Rising Эджа.

## История

### Основание и ранние годы (1976—1979)
U2 была образована 25 сентября 1976 года в Дублине. Ларри Маллен, когда ему было 14 лет, повесил на школьной доске объявлений короткую записку: «Drummer seeks musicians to form band» («Барабанщик ищет музыкантов для создания группы»). На прослушивание, состоявшееся в кухне Малленов, пришло семеро подростков. Группа, названная англ. The Larry Mullen Band («Группа Ларри Маллена»), включала в себя Маллена (ударные), Адама Клейтона (бас-гитара), Пола Хьюсона (Боно), Дейва Эванса (Эджа) и его брата Дика Эванса, а также Айвена Маккормика и Питера Мартина — двух других друзей Маллена. Вскоре название было изменено на Feedback — единственный технический термин, который пришёл им в голову. В течение следующей пары недель Мартин и Маккормик покинули группу.
В марте 1977 года группа стала именоваться The Hype («Показуха»). Дик Эванс, который был старше и уже учился в колледже, оказался лишним — остальные участники склонялись к квартету. На одном из концертов Дик демонстративно покинул сцену. Оставшиеся четверо продолжили концерт под названием U2.
Происхождение названия U2 неясно. Это название американского самолёта-разведчика «Локхид U-2», но Стив Аверилл, гуру панк-рока из The Radiators From Space, утверждает, что это название было выбрано членами группы из списка, составленного им и Адамом Клейтоном. В интервью с Ларри Кингом Боно сказал: «В действительности, мне не очень нравится название U2» и «Честно, я никогда не думал о нём, как о „ты тоже“ (англ. you too)».
В День святого Патрика 1978 года U2 выиграла конкурс, призом которого были 500 фунтов и деньги на демозапись. Они записали демо-кассету в студии Keystone Studios, Дублин, в апреле 1978 года. В мае того же года у группы появляется менеджер Пол Макгиннесс.
Сначала звучание U2 находилось под влиянием Television, Siouxsie and the Banshees, и Joy Division и обладало «чувством радости», что было результатом «лучистых аккордов» Эджа и «обжигающего вокала» Боно. Первый сингл под названием «Three» вышел только в Ирландии (1979) и быстро занял первые строчки в чартах. В декабре 1979 года группа выступила в Лондоне. Это было их первым выступлением вне Ирландии и оно прошло мимо внимания публики и критиков. В феврале 1980 года их второй сингл «Another Day» был выпущен на лейбле CBS, но снова только для ирландского рынка.

### BoyиOctober(1980—1982)
Island Records подписала контракт с U2 в мае 1980 года, и «11 O’Clock Tick Tock» стал первым синглом группы, выпущенным за границей. В октябре появился альбом Boy, который был назван одним из лучших дебютов за всю историю рока. Несмотря на довольно абстрактные и явно импровизированные тексты песен, написанные Боно, надежда и чувство разочарования в юности являются основными лирическими темами альбома, которые затрагивают боязнь секса, трудности самоопределения, смерть и постоянную неоправданную смену настроений. Альбом включает в себя хит «I Will Follow». За релизом последовали гастроли группы по Ирландии и Великобритании. Несмотря на «неотполированность» группы, их ранние концерты тем не менее показывали потенциал U2. Критики назвали Боно «харизматическим» и «страстным» шоуменом. На американском телевидении U2 появились в апреле 1981 года как участники передачи The Tomorrow Show, где исполнили «I Will Follow» и «Twilight».
Второй альбом группы — October — вышел в 1981 году. Он содержал духовные песни: Боно, Эдж и Ларри не скрывали своё христианское мировоззрение. Эти трое участников группы присоединились к дублинскому религиозному обществу под названием «Братство Шалома» (англ. Shalom Fellowship), что привело их к размышлению над взаимоотношениями между рок-н-роллом и христианской верой. Хотя Библия и остаётся основным источником вдохновения для Боно, October — самая религиозная пластинка группы. И критики, и фанаты считают, что это наименее удачная работа коллектива.
В 1981 году U2 появляются в программе Rockpalast. В феврале 1982 года группа встретила Антона Корбейна, фотографа, который работал с Depeche Mode и Joy Division. Это стало началом долгого сотрудничества: Корбейн стал главным фотографом U2, и именно он сильно повлиял на имидж группы и её публичный образ.

### WarиUnder a Blood Red Sky(1983)
В 1983 году U2 выпустили свой третий альбом War («Война»). Альбом включал в себя песню «Sunday Bloody Sunday» («Кровавое воскресенье») — реакцию группы на волнения в Северной Ирландии. Журнал Rolling Stone отмечал, что способность использовать большое количество образов в песне, изначально говорящей о религиозной ненависти, и превращение её в воззвание ко всем христианам объединиться и провозгласить победу над злом и смертью, демонстрируют возможности группы писать глубокую и выразительную лирику. Песня «New Year’s Day» («Новый год») стала первым международным хитом группы и вошла в хит-парад Великобритании и Соединённых Штатов. Видеоклип песни находился в постоянной ротации канала MTV, что поспособствовало знакомству широкой американской публики с U2.

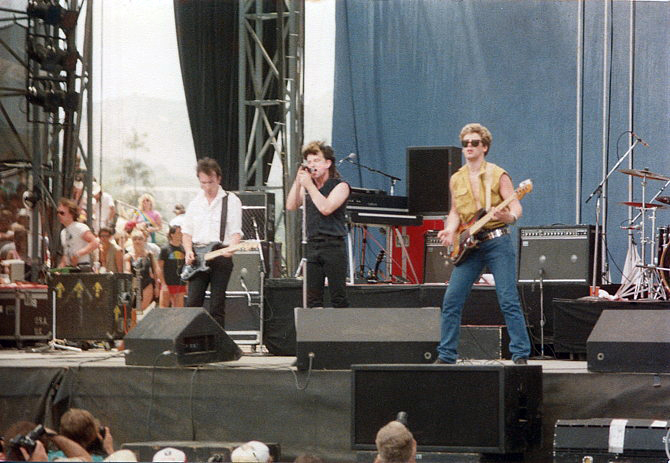
U2 в 1983 году

Впервые на концертах группы в Европе и США не было свободных мест. После турне в поддержку альбома War U2 в ноябре 1983 года выпустили альбом Under a Blood Red Sky («Под кроваво-красным небом»), в который вошли отдельные песни, записанные на концертах в Бостоне, Денвере и Санкт-Гоарсхаузене. Тогда же было выпущено одноимённое видео с концертом группы 5 июня 1983 года в знаменитом амфитеатре в парке Ред Рокс. Альбом War был хорошо встречен и радио, и телевидением и увеличил количество поклонников группы.
Тем временем подходило к концу действие невыгодного для группы контракта с Island Records, и в 1984 году группа подписала другой. Отказавшись от большого начального гонорара, они договорились вернуть права на собственные песни, увеличить авторский гонорар, а также пересмотреть некоторые общие пункты договора.

### The Unforgettable FireиLive Aid(1984—1985)

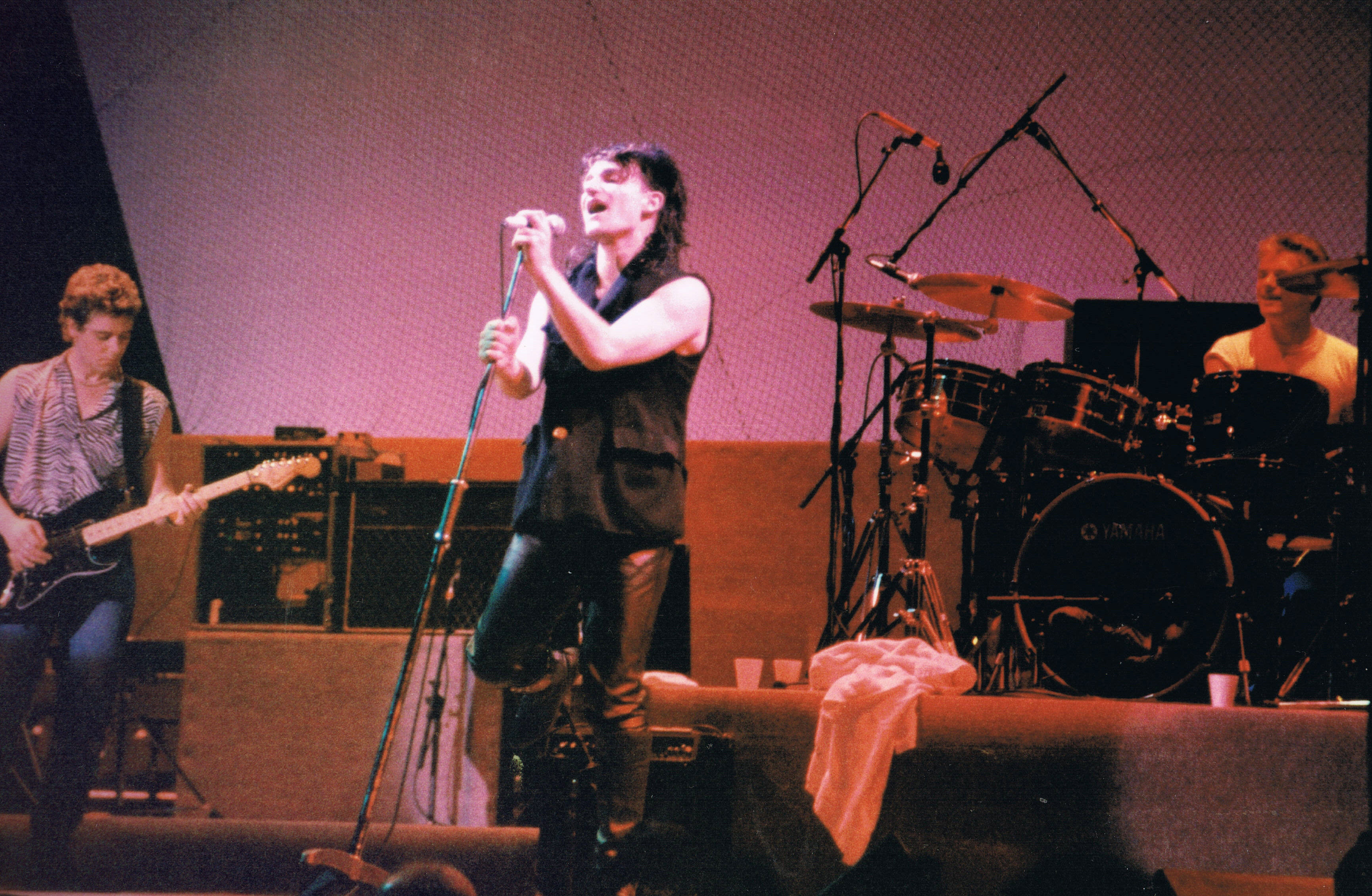
Сидней, Австралия. 1984 год

U2 опасались, что после открытого, простого рока альбома War они станут «назойливой» и «крикливой рок-группой», однако успех Under a Blood Red Sky дал им творческую и — впервые — финансовую свободу. Группа обращается к экспериментам. Адам Клейтон отмечает: «Мы искали что-то более серьёзное, претенциозное». Эдж восхищался эмбиентом и «потусторонними работами» Брайана Ино, который вместе со своим звукоинженером Даниэлем Лануа согласился продюсировать запись. Крис Блэквелл, один из руководителей Island Records, пытался отговорить группу от этого выбора, утверждая, что Ино «похоронит их в авангардном бреде».
Запись нового альбома проводилась в дублинском замке Слейн, в готическом зале, построенном специально для музыкальных представлений. На сессиях царила расслабленная, настроенная на опыты атмосфера. Более абстрактный и более атмосферный, чем War, The Unforgettable Fire обладает богатым и гармоничным звучанием. Под руководством Лануа игра Ларри стала свободнее и искуснее, а Адама — более «подсознательной», такой, что бас-гитара больше не врывалась, а вливалась в общее звучание песен .
Стихи песен альбома можно интерпретировать по-разному, что вместе с атмосферным звучанием даёт, по выражению группы, «очень наглядное чувство». Боно, который начал увлекаться художественной литературой, поэзией и философией, понял, что его призвание по созданию текстов песен, исполняемое до этого с малым желанием, состоит собственно в написании стихов. Последние две недели, однако, были отчаянными попытками закончить тексты, поэтому Боно кажется, что песни «Bad» («Плохо») и «Pride (In the Name of Love)» («Гордость, или Во имя любви») так и остались «набросками». Заглавный трек «The Unforgettable Fire» имеет богатое звучание, основанное на гитарном эмбиенте и заводном ритме; его стихотворный «набросок» — «трогательный рассказ о путешествии» с «искренним чувством тоски». В песне «Bad» Боно пытался описать эффекты от героина. «Pride (In the Name of Love)» — песня, наиболее точно показывающая особенности музыки U2 тех лет — о Мартине Лютере Кинге стала хитом.
The Unforgettable Fire («Незабываемый огонь») вышел 1 октября 1984 года. Название альбома и значительная часть материала вдохновлено посещением одноимённой выставки картин и рисунков в Музее мира в Чикаго, нарисованных людьми, выжившими в атомных бомбардировках Хиросимы и Нагасаки. За выходом альбома последовало одноимённое турне, которое стартовало в Австралии в сентябре 1984 года. Исполнять студийные записи вживую оказалось довольно сложно. Одним из выходов из ситуации стало задействование синтезаторов, которые прежде группа использовала с большой неохотой. U2 смогла справиться с трудностями живого исполнения таких проработанных в звуковом отношении песен, как «Bad» и «The Unforgettable Fire», и с тех пор они стали использовать синтезаторы почти на каждом выступлении. Было отмечено, что некоторые «незаконченные» и «расплывчатые» песни звучали лучше на сцене.
U2 участвовали в благотворительном концерте «Live Aid», целью которого было оказание помощи голодающим в Эфиопии. Концерт проходил на стадионе «Уэмбли» в Лондоне летом 1985 года. Во время исполнения «Bad» Боно спрыгнул со сцены, чтобы потанцевать с поклонницей. Этот эпизод показал, насколько он может быть близок к слушателям. Из-за лимита времени в 20 минут этот ход не позволил U2 сыграть их хит «Pride (In the Name of Love», и по окончании выступления между участниками группы произошёл жаркий разговор. Однако, к великому удивлению группы, их выступление было названо одним из лучших.

«Нас на самом деле очень удивило, что люди постоянно говорили кругом о выступлении U2. Я думал, что это шутка такая. Я был уверен, что мы облажались. Но где-то через неделю я начал понимать, что на самом деле произошло. Боно искал контакта с аудиторией и в буквальном смысле снёс все барьеры, чтобы получить его, в физическом смысле»— Эдж
В том же году журнал Rolling Stone назвал U2 группой восьмидесятых.

### The Joshua TreeиRattle and Hum(1986—1989)
После The Unforgettable Fire группа экспериментировала с джазом, кантри и госпелами, пытаясь компенсировать «недостаток традиций» и «космичность» своей музыки. Ирландской музыке тоже было уделено внимание. У музыкантов было чувство, что самобытная ирландская музыка смешивается с американской народной. Дружба с Бобом Диланом, Ваном Моррисоном и Китом Ричардсом не только вдохновила группу взглянуть на истоки рока, но и помогла Боно сосредоточиться на его способности писать песни. U2 хотели дополнить атмосферу The Unforgettable Fire, а также стремиться к более впечатляющему и действенному звуку, не выходя за рамки традиционного строения песен.
В 1986 году U2 участвует в A Conspiracy of Hope Tour, организованном «Международной амнистией». Опыт, полученный в турне, позволил добавить интенсивности и мощи музыке и сосредоточиться именно на том, что они хотели сказать. Поездки Боно в Сан-Сальвадор и Никарагуа, где он впервые увидел страдания крестьян, втянутых во внутренние конфликты, сильно повлияли на альбом. Особенно ярко эти чувства выражены в песне «Bullet the Blue Sky» («Пулями в небо»). Неприязнь к Америке и гнев, связанный с политикой США в Центральной Америке, смешивались с чувством восхищения страной, её открытостью и свободой. Группа стремилась создавать песни с «чувством места», черпая вдохновение из образов, созданных американскими писателями.
Новый альбом был назван The Joshua Tree («Дерево Джошуа»), что скорее было «данью» Америке, чем «метафорой». Он вышел в марте 1987 года и быстро занял первую строчку хит-парадов в Великобритании и США. За альбом группа получила две премии «Грэмми»: «Альбом года» и «Лучшая рок-группа». Рок-н-ролльное болеро «With or Without You» и ритмичный госпел «I Still Haven’t Found What I’m Looking For» поднялись на первую строчку в Billboard Hot 100. U2 стала четвёртой группой (после The Beatles, The Band и The Who), чья фотография была размещена на обложке журнала Time, который назвал их «самой горячей путёвкой рока (Rock’s Hottest Ticket)». Альбом поднял их на новую вершину славы, и его часто называют одним из величайших альбомов рока. На The Joshua Tree Tour они впервые играли на таких огромных концертных площадках, как стадионы.
Документальный фильм Rattle and Hum («Суматоха и шум»), включавший видео с The Joshua Tree Tour, был издан вместе с одноимённым альбомом, в котором было девять студийных песен и шесть с концертов. Выпущенные в октябре 1988 года альбом и фильм были направлены на американскую публику. Фильм, частично снятый в Мемфисе, частично в Дублине, содержал песни, исполненные вместе с Бобом Диланом и Би Би Кингом, а также песню «Helter Skelter» («Кавардак») группы The Beatles и «All Along the Watchtower» Боба Дилана. Несмотря на положительные отзывы фанатов, Rattle and Hum получил противоречивые оценки критиков.

### Achtung Baby,Zoo TV, Zooropa (1990—1993)
Группа начала работу над новым альбомом в Восточном Берлине, снова вместе с Брайном Ино и Даниэлем Лануа. Работа шла медленно, потому что музыканты долго спорили, каким должен быть альбом. Адам и Ларри считали, что он должен идти в русле предыдущих, а Боно с Эджем, вдохновлённые альтернативной и европейской танцевальной музыкой, — что стоит привнести изменения в звучании. Недели споров и неопределённости закончились, когда Эдж предложил новую последовательность аккордов, которая быстро превратилась в песню «One». В ноябре 1991 года вышел альбом Achtung Baby, во многом новаторский и негармоничный. Он был более личным и более мрачным, нежели предшествующие ему работы. Группа описала новое звучание как «четыре человека, рубящих дерево Джошуа». Изменения коснулись не только звучания — группа кардинально сменила имидж. Achtung Baby является одним из самых успешных альбомов группы; его, как и The Joshua Tree, нередко называют одним из лучших альбомов рока.

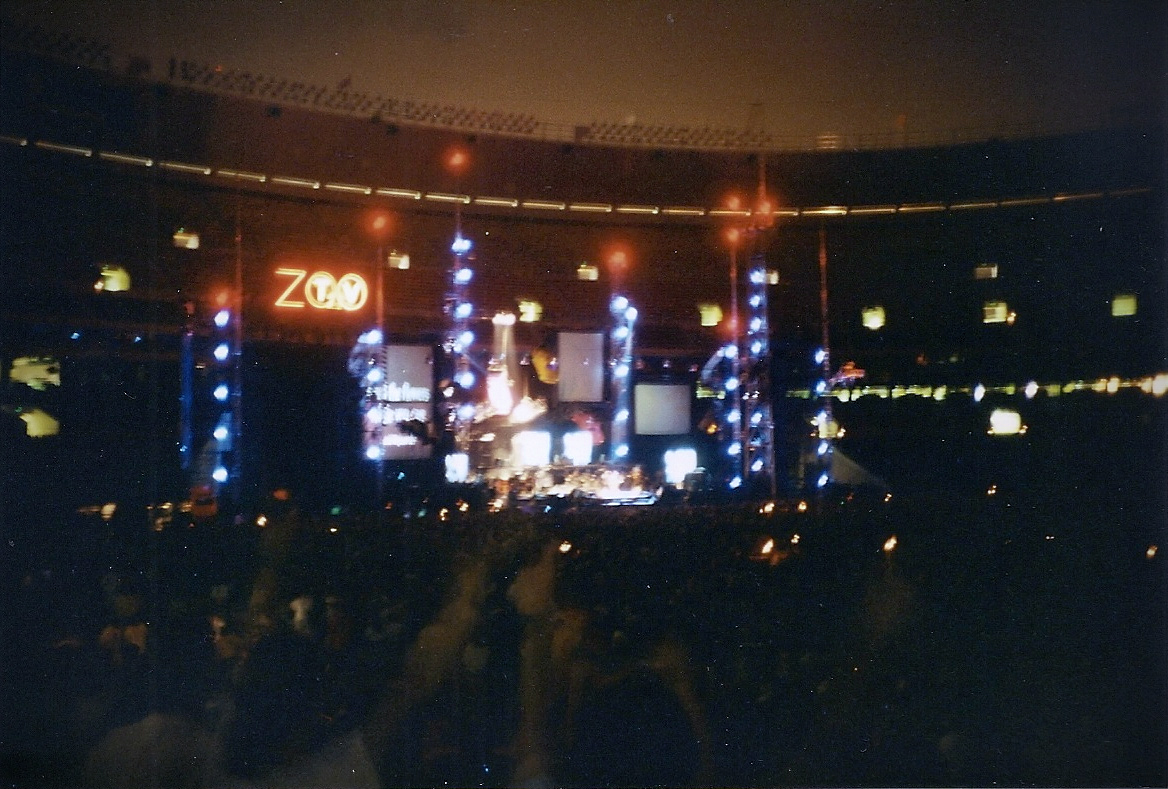
Zoo TV Tour, Филадельфия, 1992 год

Zoo TV Tour (1992—1993) был мультимедийным шоу. Для оформления сцены использовались приёмы, приводившие зрителей в замешательство: десятки видеоэкранов, подвешенные над сценой вверх тормашками «Трабанты», бутафорские радиовышки и эпатажные персонажи в исполнении Боно: The Fly (Муха), Mirror-Ball Man (Человек — зеркальный шар) в Америке и Mr. MacPhisto (мистер Макфисто) в Европе и других странах, совершавшие звонки президенту США Джорджу Бушу и в ООН. U2 использовали шоу, чтобы высмеять излишества рок-н-ролла, воспользовавшись этими самыми излишествами. Показушные звонки президенту Джорджу Бушу-старшему во время выступлений, как и телемост с раздираемым войной Сараево, вызывали у зрителей противоречивые чувства.
В 1993 году, во время перерыва в Zoo TV Tour, был записан альбом Zooropa, выдержанный в концепции Achtung Baby. Первоначально запланированный как EP, он превратился в полноценную LP и был выпущен в июле 1993 года. Этот альбом ещё больше отклонялся от стиля их прежних записей, включая в себя элементы техно и электронной музыки. Бо́льшая часть песен с альбома была сыграна хотя бы раз на гастролях по Европе, Австралии, Новой Зеландии и Японии.

### Passengers,Popи PopMart Tour (1995—1998)
После перерыва и участия в сторонних проектах (саундтреки к фильмам «Бэтмен навсегда» и «Миссия невыполнима», а также заглавная песня к фильму о Джеймсе Бонде «Золотой глаз», которую исполнила Тина Тёрнер) группа выпустила пробный альбом Original Soundtracks 1. Брайан Ино, продюсер трёх предыдущих альбомов группы, на этот раз внёс свой вклад и в написание, и исполнение композиций. Из-за экспериментальной природы Original Soundtracks группа решила выпустить его от имени Passengers, чтобы отделить этот альбом от традиционных. Он не был как-то особенно отмечен критиками, хотя песня «Miss Sarajevo», исполненная вместе с Лучано Паваротти, (по совместительству одна из самых любимых песен Боно), стала хитом.
С альбомом Pop (1997) U2 опять экспериментировали. Использование лупов, программирования и сэмплирования добавило альбому элементы техно. Выпущенный в марте, альбом занял первую строчку в хит-парадах 35 стран и получил в основном положительные отзывы. Журнал Rolling Stone даже написал, что U2 создали «лучшую музыку в своей жизни». Но американских фанатов альбом разочаровал. Позже Боно признался, что альбом заканчивали в спешке перед гастролями, запланированными ещё до работы в студии .

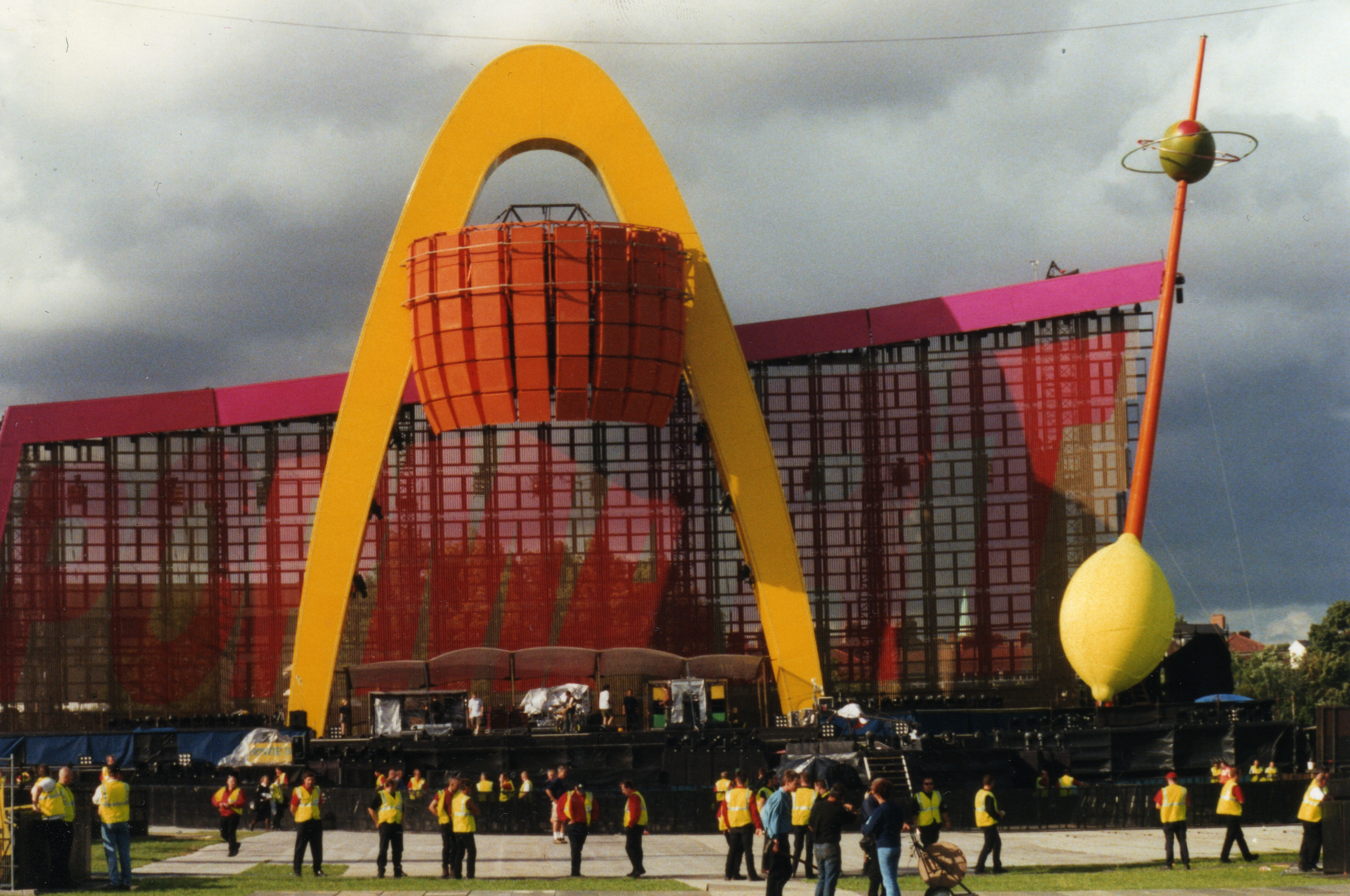
PopMart Tour

PopMart Tour идейно продолжил Zoo TV Tour. Турне началось в апреле 1997 года. Декорации включали в себя 30-метровую золотисто-жёлтую арку, 50-метровый экран и 12-метровый зеркальный лимон. И PopMart, и Zoo TV были направлены на внимание тех, кто обвинял U2 в коммерциализации.
U2 были первой широко известной группой, проведшей концерт в послевоенном Сараево. Боно сказал: «Это [концерт в Сараево] было одной из самых тяжёлых и сладких ночей в моей жизни». А Ларри Маллен охарактеризовал его как «опыт, который я не забуду всю оставшуюся жизнь, и если мне нужно было провести в группе 20 лет только для того, чтобы выступить на этом шоу, то, сделав это, я думаю, что оно того стоило».
PopMart стал вторым по доходности турне 1997 года (после Bridges to Babylon Tour группы Rolling Stones): его сборы составили 170 миллионов долларов, но на его организацию было потрачено более 100 миллионов. На первые выступления, запланированные и организованные ещё до выхода самого альбома, негативно повлияло решение группы сократить время репетиций для завершения запаздывающего Pop.
В мае 1998 года группа выступила в Белфасте перед двухтысячной публикой, за три дня до того, как было принято Североирландское мирное соглашение. Позже в этом же году U2 приняли участие в акции по сбору средств пострадавшим от теракта в Оме, где погибло 29 человек и более 200 было ранено. В конце года второстепенная композиция «Sweetest Thing» с сингла «Where the Streets Have No Name» была перезаписана и переиздана как сингл и в сборнике The Best of 1980–1990.

### All that You Can’t Leave Behindи Elevation Tour (2000-02)

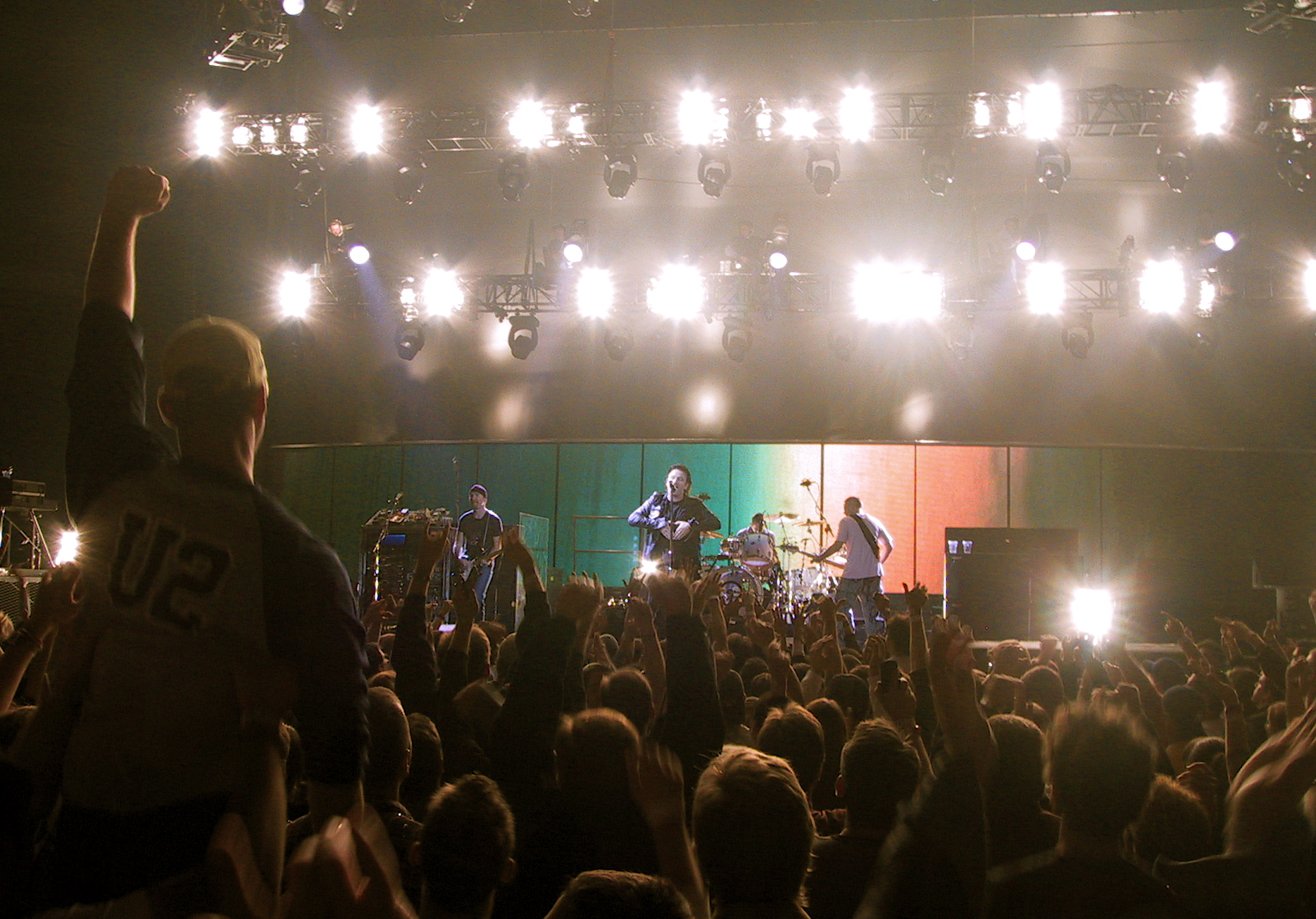
Elevation Tour, Канзас-Сити, 2001 год.

После относительно неутешительных отзывов альбома Pop участники U2 объявили, что они «повторно обращались для работы… лучшей группы в мире», и они с тех пор преследовали более обычное рок-звучание, смешанного с влияниями их музыкальных исследований 1990-х. All That You Can't Leave Behind был выпущен в октябре 2000 года и был спродюсирован Брайаном Ино и Даниэлем Лануа. После насыщенных экспериментами 1990-х альбом посчитали возвращением к изяществу; Rolling Stone назвал его «третьим шедевром» U2 рядом с The Joshua Tree и Achtung Baby. Альбом дебютировал под номером один в 22 странах и его мировой хит, «Beautiful Day» получил три награды «Грэмми», остальные три сингла альбома также получили премии.
Elevation Tour в поддержку альбома проходил на аренах с сердцеобразной сценой и пандусом, что делало группу ближе к публике. После террористических актов 11 сентября новый альбом получил дополнительный резонанс, и в октябре U2 выступили в Мэдисон-сквер-гарден в Нью-Йорке. Боно и Эдж позже сказали, что эти шоу в Нью-Йорке были среди их самых незабываемых и эмоциональных выступлений. В начале 2002 года U2 выступили во время перерыва Супербоула XXXVI в Новом Орлеане; это выступление было названо Sports Illustrated лучшим шоу в перерыве в истории Супербоула.

### How to Dismantle an Atomic Bombи Vertigo Tour (2003-06)
Работа над How to Dismantle an Atomic Bomb («Как обезвредить атомную бомбу») началась в конце 2003 года. В июле 2004 года в Ницце, Франция, была украдена «сырая» запись альбома. В ответ Боно заявил, что если альбом появится в пиринговых сетях, то его немедленно начнут распространять через магазин iTunes, и в течение месяца он появится на прилавках.
Первая песня альбома — «Vertigo» («Головокружение») — была пущена в эфир 22 сентября 2004 года и стала международным хитом. Компания Apple вместе с U2, выпустила специальное издание плеера iPod. Модель отличалась красным колесом прокрутки и автографами участников группы, выгравированными на задней крышке плеера. На iTunes был выпущен эксклюзивный набор The Complete U2 (с англ. — «U2 полностью»), включавший ранее не издаваемые материалы. Выручка была передана благотворительным организациям.
Альбом был выпущен 22 ноября 2004 года, стартовав как № 1 в 32 странах, включая Ирландию, США, Канаду и Соединённое Королевство. Только в США за первую неделю было продано 840 000 копий альбома, что примерно в два раза больше, чем продажи All that You Can’t Leave Behind за то же время; это было личным рекордом группы.

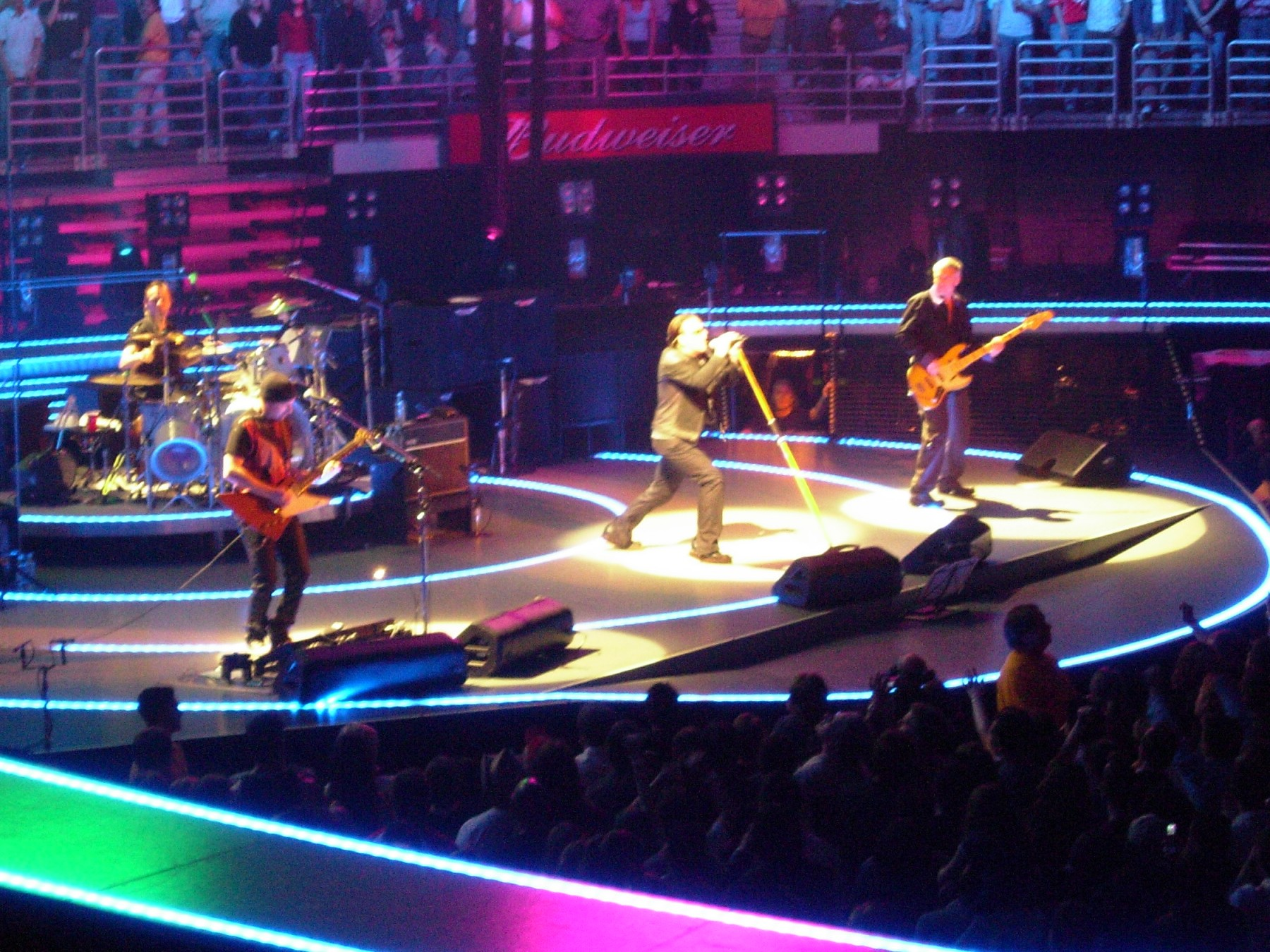
Vertigo Tour, Анахайм, 2005 год

В марте 2005 года U2 отправилась в Vertigo Tour по США. Последующие выступления в рамках тура прошли в Европе и Латинской Америке. На концертах исполнялось большое количество песен, включая те, которые публика не слышала с начала 80-х: «The Electric Co.», «An Cat Dubh/Into the Heart» и другие. Как и Elevation Tour, Vertigo Tour пользовался большим коммерческим успехом.
В том же году Брюс Спрингстин ввёл U2 в «Зал славы рок-н-ролла», а Пол Маккартни записал с ними версию знаменитой битловской песни «Sgt. Pepper’s Lonely Hearts Club Band».
8 февраля 2006 года U2 были вручены премии «Грэмми» в каждой из пяти категорий, в которых они номинировались: «Альбом года» (за How to Dismantle an Atomic Bomb), «Песня года» (за «Sometimes You Can't Make It on Your Own»), «Лучший рок-альбом» (за How to Dismantle an Atomic Bomb), «Лучшее исполнение рока с вокалом» (за «Sometimes You Can’t…»), «Лучшая рок-песня» (за «City of Blinding Lights»).
25 сентября группа издала автобиографию, названную U2 by U2 («U2 о U2»). В продолжение темы взгляда в прошлое 21 ноября 2006 года был выпущен сборник U2 18 Singles («18 синглов U2»), включающий в себя 16 самых знаменитых песен группы, а также бонусом две новые: «The Saints Are Coming» (с англ. — «Святые идут»), исполненный вместе с группой Green Day, и «Window in the Skies» (с англ. — «Окно на небесах»). Коллекционное двухдисковое издание содержит DVD с фрагментами миланского концерта Vertigo Tour 2005 года. Одновременно c U2 18 Singles был выпущен DVD U2 18 Videos с видеоклипами и бонусными материалами. В октябре 2006 года участники U2, после многолетнего сотрудничества с Island Records, подписали контракт с Mercury Records, которая, как и Island Records, является дочерней компанией Universal Music Group. 23 января 2008 года группой был выпущен в свет 3D-фильм U2 3D с записью концертов тура 2006 года Vertigo Tour.

### No Line on the Horizon и 360° Tour (2009—2011)

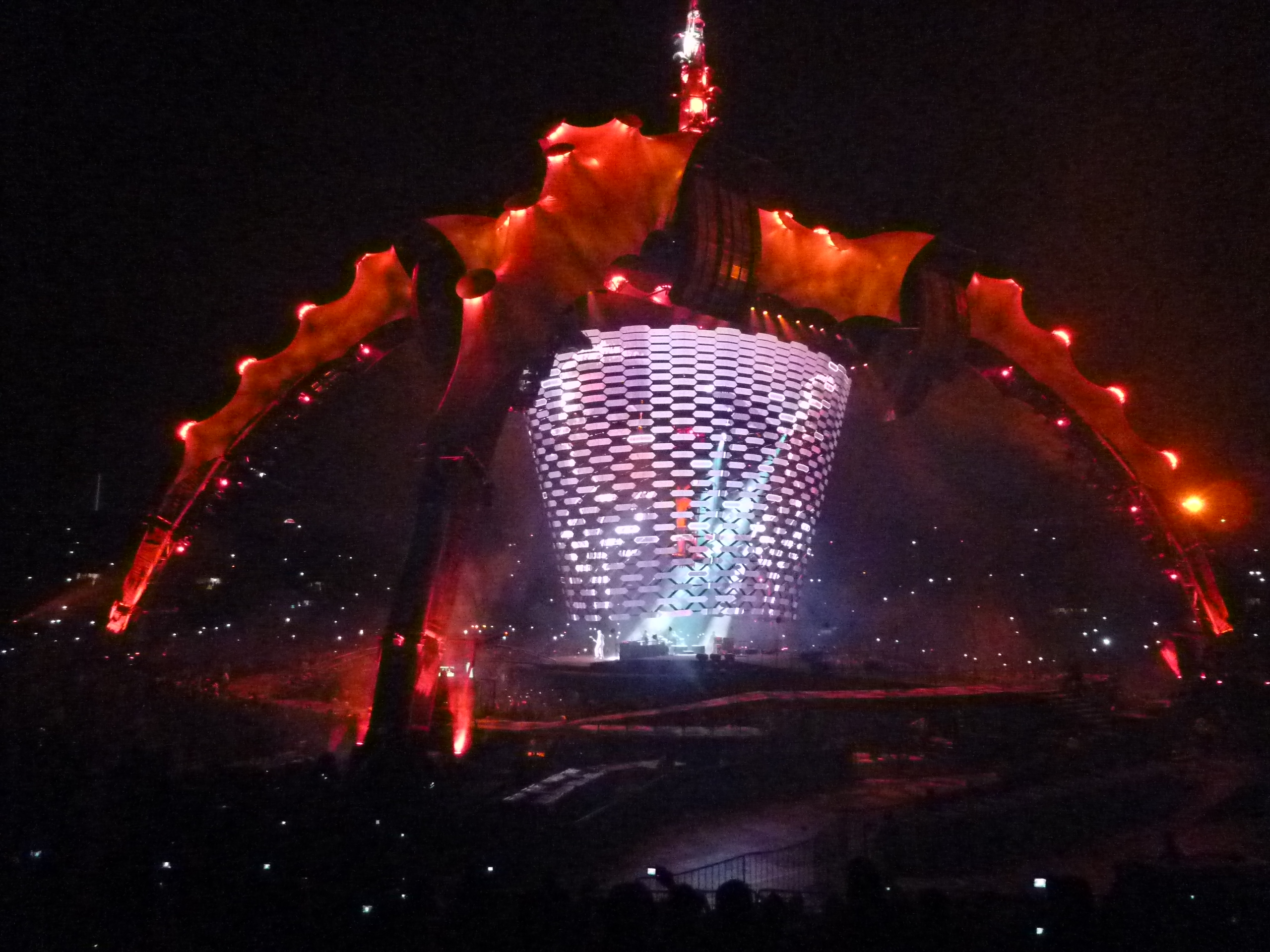
360 Degree Tour

Как сообщили в июле 2006 года, U2 записывают новый альбом вместе с Риком Рубином в Abbey Road Studios. Участники группы говорили, что их звучание не останется таким, какой оно было на данный момент. В декабре 2006 в интервью журналу Q Эдж заявил, что новый альбом будет очень мелодичным. Также Боно, как передаёт журнал Rolling Stone, заявил: «Мы достигли конца того, где мы были последних два альбома. Я хочу выйти на новый уровень».
В августе 2008 года, карауливший под окнами Боно фанат из Нидерландов сумел записать на мобильный телефон четыре композиции и выложить их на портале YouTube. Официальный релиз двенадцатого альбома группы No Line on the Horizon состоялся 27 февраля 2009 года в Ирландии и 2 марта во всём остальном мире.
Тур в поддержку альбома, U2 360° Tour, был положительно воспринят как критиками, так и аудиторией. В ходе тура, продлившегося 2 года, исполнялись и совершенно новые песни, и композиции, не звучавшие на концертах длительное время.

### Songs of Innocence(2014)
Как сообщало издание Irish Examiner, ссылаясь на данные звукозаписывающей компании Mercury Records, U2 планировали выпуск нового альбома в сентябре-ноябре 2013 года, но альбом так и не вышел в указанное время . По словам музыкантов, альбом будет экспериментом, на который группа решилась после выхода No Line on the Horizon, но так и не выпустила его, потому как «звучание было излишне нетипичным для стиля». Продюсером выступил Danger Mouse.

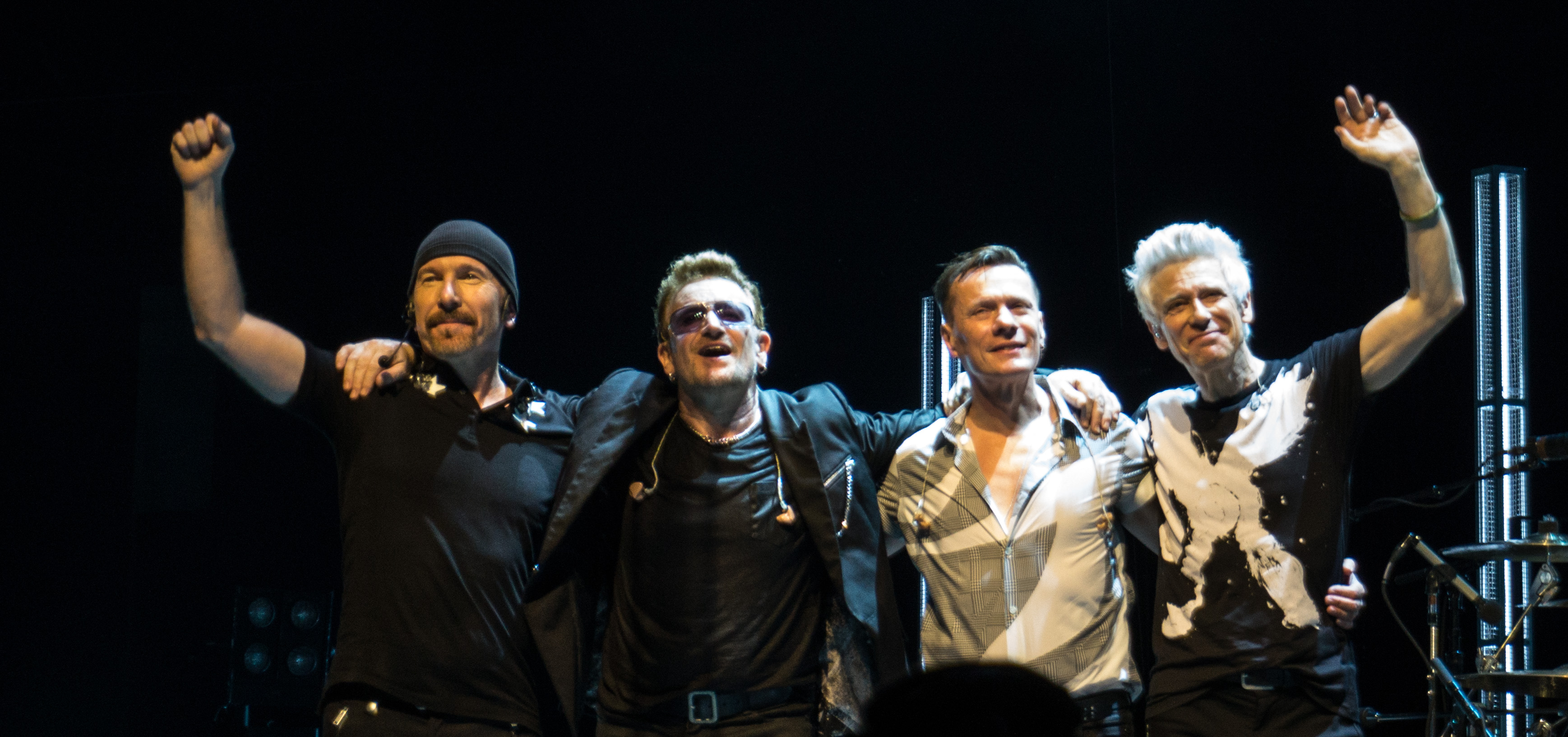
Глазго, 2015 год

Альбом был анонсирован 9 сентября на презентации смартфона Apple iPhone 6 и был автоматически добавлен в iCloud всех пользователей iTunes. Альбом получили более 33 миллионов пользователей iTunes, и его было невозможно удалить вручную. Позднее компания Apple выпустила специальную программу и разместила на страницах техподдержки инструкцию по удалению альбома с телефона. За эксклюзивные права на альбом компания Apple заплатила 100 миллионов долларов. В 2015 году в поддержку Songs of Innocence состоялся iNNOCENCE + eXPERIENCE Tour. В августе 2016 года U2 подтвердили информацию, что следующий альбом — Songs of Experience, — выйдет в 2017 году. Эдж заявил, что для пластинки подготовлено около 50-ти песен.

### Songs of Experience(с 2017)
U2 выступали с концертами в 2017 году в честь 30-летия The Joshua Tree, исполняя каждый раз весь альбом целиком. Это был первый раз, когда группа выступала с продвижением альбома из вышедших ранее, а не нового релиза. Тур включал появление группы в качестве хедлайнеров на музыкальном фестивале Bonnaroo Music Festival в июне 2017 года. Тур собрал более 316 миллионов долларов за более чем 2,7 миллионов проданных билетов, что сделало его самым кассовым туром года.
Songs of Experience был выпущен 1 декабря 2017 года. Первый сингл, «You’re the Best Thing About Me» — одна из многих песен с альбома, которые представляют собой письма, написанные Боно людям и местам, наиболее близким его сердцу. Личная природа текстов отражает «столкновение со смертностью», которую он испытал во время записи альбома. В 2018 году группа отправилась в тур «Experience + Innocence Tour», который начался в Талсе, штат Оклахома, 2 мая 2018 года. По данным Billboard, он собрал 126,2 миллиона долларов (924 000 проданных билетов).
Юбилейный концертный тур U2 Joshua Tree посетил Океанию и Азию в 2019 году, отметив первые выступления группы в Австралии и Новой Зеландии после тура 360° Tour в 2010 году и их первые выступления в Южной Корее, Сингапуре, Индии и на Филиппинах. Группа выпустила новый сингл «Ahimsa» с индийским музыкантом А. Р. Рахманом в рамках продвижения декабрьского концерта в Индии. На концертах группы в 2019 году было собрано 73,8 млн долларов США и продано 567 000 билетов, в результате чего совокупные итоги их юбилейных туров Joshua Tree составили 390,8 млн долларов США и было продано 3,3 млн билетов.

## Другие группы
В 1985 году Боно вместе с ирландской группой Clannad записал песню In a Lifetime («За одну жизнь»). Также в 2001 году U2 и The Corrs спели такие песни как When the Stars Go Blue и писали песню The Saints Are Coming (с англ. — «Святые идут») группы The Skids.
Кроме музыкантов, U2 сотрудничали с писателями, включая американца Уильяма С. Берроуза, который принял участие в их видеоклипе Last Night on Earth («Последняя ночь на Земле») незадолго до своей смерти. Его стихотворение A Thanksgiving Prayer («Благодарственная молитва») было использовано в качестве видеофрагмента в турне Zoo TV Tour. Другими являются Уильям Гибсон и Аллен Гинсберг. В 2000 году группа записала две песни к саундтреку фильма Вима Вендерса «Отель „Миллион долларов“», включая The Ground Beneath Her Feet («Земля у неё под ногами»), написанную на слова Салмана Рушди. Чарльз Буковски также повлиял на песни, написанные Боно, особенно Dirty Day с альбома Zooropa.
Музыканты говорят, что на них больше всего повлияли The Clash, The Ramones, The Beatles, Buzzcocks, Siouxsie and the Banshees, Joy Division, Led Zeppelin и Патти Смит. В свою очередь, другие музыканты находились под влиянием работ U2. Песни U2 исполнялись Мэри Джей Блайдж, Джонни Кэшем, группой The Chimes, Джо Кокером, Pearl Jam, Джеймсом Блантом, Pet Shop Boys, Radiohead, Keane, Coldplay, The Bravery, The Smashing Pumpkins, Sepultura, Kane.

## Музыкальный стиль и основные темы песен
С момента создания U2 создали и поддерживали легко узнаваемый звук с акцентом на мелодичном инструментале и выразительном пении, что частично является результатом влияния продюсера Стива Лиллиуайта в то время, когда группа ещё была мало известна. Эдж при игре на гитаре использует в равной степени эхо, тональные и размерные задержки, синкопы, навеянные ирландской музыкой дроны, что даёт ясный эмбиент и атмосферное звучание. Боно развил свой оперный фальцет и показал примечательную склонность к социальной, политической и личной теме при сохранении высочайшего мастерства написания песен.
Несмотря на это, с каждым новым альбомом U2 приносили что-то новое в свою музыку. Начав с постпанка и простого инструментала альбомов Boy и October, их звук через War превратился в более многогранный и агрессивный с элементами рок-псалмов, фанка и танцевальной музыки. Два альбома журналом Rolling Stone были названы «мускулистыми и напористыми»: The Unforgettable Fire, в котором Эдж больше играет на клавишах, чем на гитаре, и The Joshua Tree, на который большое влияние оказали Брайан Ино и Даниэль Лануа. В песнях из The Joshua Tree и Rattle and Hum наблюдается больший акцент на внушённый Лануа ритм, таким образом они смешали различные стили американского госпела и блюза. В 90-х U2 обновились, начав использовать в Pop и Achtung Baby синтезаторы, дисторшн, электронные ритмы, позаимствованные из альтернативной и танцевальной музыки и даже из хип-хопа. В 2000-х U2 вернулись к более простому звуку с меньшим использованием синтезаторов и эффектов и более традиционному ритму.
Общественные и политические вопросы (часто с религиозными и духовными образами), являются основой песен U2. Некоторые песни, например, «Sunday Bloody Sunday» («Кровавое воскресенье») и «Mothers of the Disappeared» («Матери пропавших»), основаны на реальных событиях. Более того, личные конфликты Боно и проблемы, связанные с семьёй, нашли отражение в песнях «Mofo» («Мофо»), «Tomorrow» («Завтра»), «Kite» («Воздушный змей»). Тоска, томление, ожидание чуда также являются частыми темами песен, как, например, в песнях «Yahweh» («Яхве») и «Please» («Пожалуйста»). В самом общем приближении, чувство утраты, тоски, но и надежды на лучшее, преобладающие в The Joshua Tree, послужило основой многих произведений U2.

## Общественная деятельность
Музыканты U2 известны и своей благотворительной деятельностью. Как вместе, так и по отдельности, члены группы с начала 80-х сотрудничают с музыкантами, знаменитостями и политиками в вопросах, касающихся болезней, бедности, несправедливости в странах Африки, Азии и Европы.
В 1984 году Боно и Адам Клейтон участвовали в акции Band Aid, организованной Бобом Гелдофом, тогда вокалистом группы Boomtown Rats. Этот совместный проект, созданный с целью собрать деньги для голодающей Эфиопии, породил сингл «Do They Know It’s Christmas?» («Они знают, что сейчас Рождество?») и стал первым для U2 и Гелдофа. В июле 1985 года U2 приняла участие в Live Aid — концерте, похожем на Band Aid и ставящем те же цели.
В 1986 году по приглашению World Vision Боно со своей женой Али посетил Эфиопию, где сам мог увидеть человеческую трагедию, произошедшую из-за голода и местного упадка. Этот визит станет основой для нескольких песен и кампании Боно за помощь Африке. После этой поездки Боно участвовал в A Conspiracy of Hope Tour в поддержку «Международной амнистии» и Self Aid, чтобы обратить внимание на безработицу в Ирландии. Примерно в то же время Боно с женой посетил Никарагуа и Сальвадор по приглашению движения «Убежище».
В 1992 году U2 провели концерт Stop Sellafield («Остановите Селлафилд») в поддержку борьбы «Гринписа» за закрытие старейшей в мире АЭС. Через несколько лет события в Сараево во время боснийской войны вдохновили группу на написание песни Miss Sarajevo («Мисс Сараево»), которая впервые была исполнена на шоу «Паваротти и друзья», где Боно и Эдж выступили в поддержку War Child.
Обещание, данное ранее, и окончание войны в Боснии заставили U2 провести во время Popmart Tour концерт в Сараево. В 1992 году U2 выступила в Белфасте за несколько дней до заключения Соглашения Страстной пятницы, пригласив на сцену политиков Дэвида Тримбла и Джона Хьюма, способствовавших принятию соглашения. Позже в этом же году все доходы от продажи сингла The Sweetest Thing («Самая сладкая вещь») были переданы на поддержку проекта «Дети Чернобыля».
В 2001 году U2 предложили помощь нобелевской лауреатке Аун Сан Су Чжи, создав и посвятив ей песню Walk On («Иди»), за её общественную деятельность и борьбу за свободу. Боно и Эдж участвовали в серии концертов «46664», которые организовывал Нельсон Мандела с целью обратить внимание на проблему эпидемии ВИЧ/СПИДа в Южной Африке. В 2005 году вся группа участвовала в концертах Live 8 (снова с Бобом Гелдофом), которые проходили параллельно с кампанией Make Poverty History («Сделать бедность историей»). Первейшей задачей Live 8 обратить внимание и оказать давление на участников «Большой восьмёрки» для оказания дальнейшей помощи Африке. В 2005 году U2 и их продюсер Пол Макгиннесс были награждены премией «Посол совести» организации «Международная амнистия» за их работу в сфере прав человека.
Однако общественная работа U2 и Боно не была обойдена критикой: политический бюллетень Counterpunch часто упрекает их за близость к власти и их попытки помочь, которые приносят вред, а не пользу.
В январе 2010 года официальный печатный орган Ватикана — газета L'Osservatore Romano опубликовала статью, в которой творчество U2 признано «богоугодным». По мнению Святого Престола, песни ирландских рокеров наполнены духовностью и, в той или иной форме, «обращены к Богу».

### Поддержка Украины
Во время российского вторжения на Украину группа U2 записала в её рамках песню Walk On Ukraine.
«Отважный народ Украины борется за свою свободу — и за нашу тоже — перед лицом невыразимого насилия и несправедливого вторжения. Более четырёх миллионов человек, в основном женщины и дети, были вынуждены спасаться бегством, а ведь это почти что население Ирландии. Мировые лидеры должны встать и поддержать украинцев сейчас — тех, кто воюет, и тех, кто были вынужден покинуть свои дома и свои земли», — говорится в заявлении группы.
В феврале 2024 года, во время концерта в Лас-Вегасе, солист группы Боно рассказал со сцены о гибели Алексея Навального, призвав зрителей скандировать имя политика, заявив, что российский президент Путин никогда не называл его по имени. Также Боно призвал США оказывать поддержку Украине, так как они «сражаются за нашу свободу».

### Одиночная работа

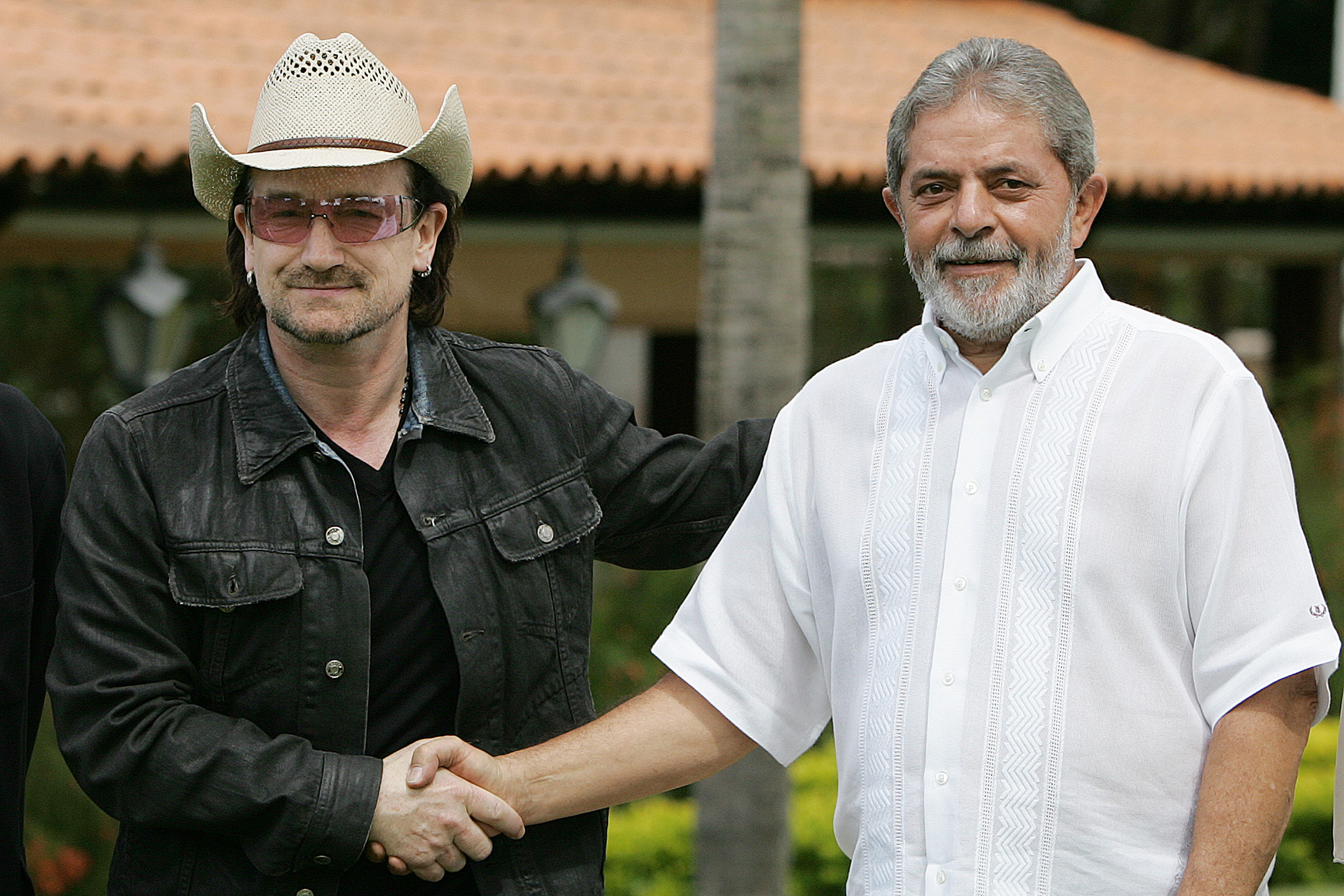
Боно и президент Бразилии Лула да Силва

С 2000 года Боно участвует в социальных кампаниях отдельно от группы. Он был вовлечён в кампанию «Юбилей 2000» вместе с Гелдофом, Мохаммедом Али и другими с целью способствовать отмене долга стран Африки во время «Великого юбилея». В январе 2002 года Боно и члены «Юбилея 2000» основали многонациональную неправительственную организацию DATA (ДСТА — долг, СПИД, торговля в Африке), целью которой является улучшение политической, общественной и экономической ситуации в Африке. Он продолжил кампанию по отмене долга и борьбе с ВИЧ/СПИДом, посетив Африку в июне 2002 года. В 2006 году он внёс свой вклад в создание бренда Product (RED) («Красный продукт»), целью которого является сбор средств для Глобального фонда. Продолжение Make Poverty History в США — The ONE Campaign — было создано его стараниями. Боно объединил усилия с Yahoo! в продвижении The ONE Campaign. Он присоединился к проекту «Спроси планету» Yahoo! Answers, где знаменитости задают вопросы пользователям.
Эдж тоже создал бренд гуманитарной работы. В 2005 году, после ураганов «Катрина» и «Рита», нанёсших ущерб северному побережью Мексиканского залива, Эдж организовал акцию Music Rising («Подъём музыки») с целью помочь музыкантам, которые потеряли своё оборудование во время стихийного бедствия.

## Концерт U2 в Москве
25 августа 2010 года состоялся первый (и пока единственный) концерт группы в России. Он прошёл в рамках тура U2 360° Tour в «Лужниках», на арене, рассчитанной на 82 тысячи зрителей (включая партер). По разным оценкам было продано около 60 тысяч билетов. В онлайновых и оффлайновых российских магазинах продавалось большое количество футболок и сувенирной продукции с фотографиями музыкантов и логотипом U2 360° Tour. Монтаж гигантской сцены «Коготь» («The Claw»), или, как её называет сам Боно, «Космической Станции», начался за 7 дней до концерта.
Как обычно на своих концертах, Боно обратился к публике с рассказом о социальных проблемах в мире, в том числе и в России. Боно также похвалил Президента РФ Дмитрия Медведева и своего кумира, бывшего Президента СССР Михаила Горбачёва, который присутствовал на стадионе. Накануне концерта Боно встретился с Дмитрием Медведевым в Сочи, где они обсудили некоторые социальные вопросы. Боно заявил, что ему понравились Москва и русские: «У вас удивительный город, удивительные люди и артисты. Здесь удивительный певец Юрий Шевчук».
Во время исполнения песни Боба Дилана «Knockin’ on Heaven’s Door» пригласил на сцену Юрия Шевчука, который спел куплет на русском языке и два припева на английском совместно с Боно. Мысль о совместном выступлении пришла в голову Боно незадолго до начала концерта; русский текст писался Шевчуком совместно с А. Троицким. После встречи Боно с Президентом РФ и совместного выступления с Юрием Шевчуком Дмитрий Медведев приостановил строительство дороги через Химкинский лес.

## Состав
Нынешние участники

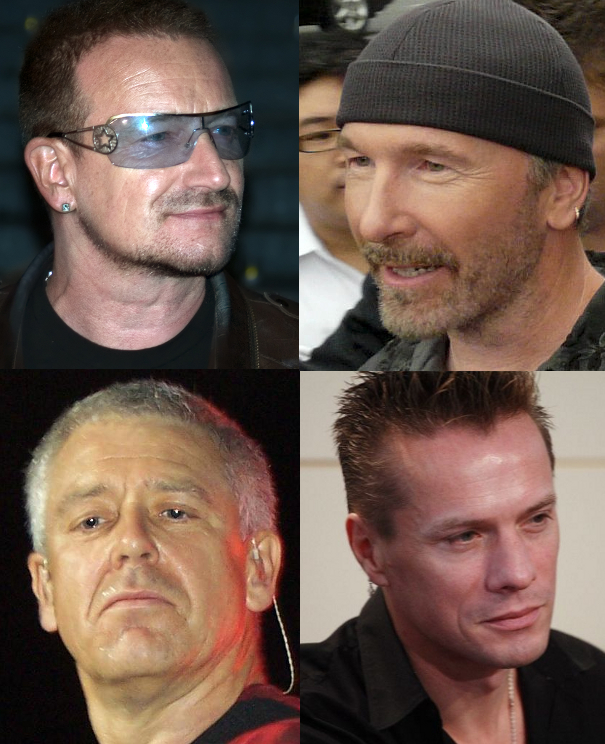
Участники группы U2. Слева направо сверху вниз: Боно, Эдж, Адам, Ларри

- Боно (лат. Bono) (Пол Дэвид Хьюсон) — вокал, ритм-гитара, клавишные, губная гармоника (1976 — н. в.);
- Эдж (англ. The Edge) (Дэвид Хоуэлл Эванс) — соло-гитара, клавишные, синтезатор, вокал, пианино (1976 — н. в.);
- Адам Клейтон — бас-гитара, клавишные (1976 — н. в.);
- Лоренс «Ларри» Маллен — барабаны, перкуссия, бэк-вокал и клавишные (1976 — н. в.);

Нынешние гастролирующие музыканты
- Терри Лоулесс — клавишные (2001 — н. в.)
- Брэм ван ден Берг — ударные, перкуссия (2023—2024)

Бывшие участники
- Ричард «Дик» Эванс — гитара (1976—1978)
- Айвен Маккормик — гитара (1976)

## Дискография и наиболее значительные достижения
- Boy (1980)
- October (1981)
- War (1983)
- The Unforgettable Fire (1984)
- The Joshua Tree (1987)
- Rattle and Hum (1988)
- Achtung Baby (1991)
- Zooropa (1993)
- Pop (1997)
- All That You Can't Leave Behind (2000)
- How to Dismantle an Atomic Bomb (2004)
- No Line on the Horizon (2009)
- Songs of Innocence (2014)
- Songs of Experience (2017)
- Songs of Surrender (2023)

В опубликованном журналом Rolling Stone в 2004 году группа оказалась на двадцать втором месте в списке ста самых популярных артистов и списке пятисот лучших песен эпохи рок-н-ролла присутствуют следующие песни группы: One, I Still Haven’t Found What I’m Looking For, With or Without You, Sunday Bloody Sunday, Pride (In the Name of Love), New Year’s Day. По состоянию на конец 2006 года, семь синглов U2 побывали на первом месте в национальном чарте продаж Великобритании (UK Singles Chart): Desire (1988), The Fly (1991), Discotheque (1997), Beautiful Day (2000), Take Me to the Clouds above (2002, танцевальный ремикс от LMC), Vertigo (2004), Sometimes You Can’t Make It on Your Own (2005). На втором месте в этом престижном хит-параде отметились Hold Me Thrill Me Kiss Me Kill Me (1995), Stuck in a Moment You Can’t Get Out Of (2001), City of Blinding Lights (2005), One (2006, дуэт с Мэри Джей Блайдж), The Saints Are Coming (2006, вместе с Green Day).
Американский журнал Billboard назвал U2 самыми высокооплачиваемыми музыкантами 2009 года. Группа заработала за год $108,6 миллиона. По версии американского издания Pollstar, группа стала самым прибыльным гастролирующим музыкальным коллективом в 2010-х годах. За десять лет музыкантам удалось заработать более $1 млрд.
В 2011 году на экраны вышел фильм «Убить Боно», демонстрирующий альтернативный взгляд на успех группы U2. Фильм основан на автобиографической книге Нила Маккормика, который является братом Айвена Маккормика и школьным другом Боно